# مايكل دونيلي
مايكل و. دونيلي (بالإنجليزية: Michael W. Donnelly)‏ (3 فبراير 1959 - 30 يونيو 2005) كان طيار مقاتل في القوات الجوية الأمريكية وناشط. تقاعد طبيا في عام 1996 بعد تشخيصه بمرض تصلب جانبي ضموري وأصبح ناشطا رائدا للمصابين بمرض حرب الخليج.
طار في 44 مهمة قتالية خلال عملية عاصفة الصحراء كعضو في السرب المقاتل التكتيكي العاشر.